# Gianluca Pozzi
Gianluca Pozzi (* 17. Juni 1965 in Bari, Apulien) ist ein ehemaliger italienischer Tennisspieler.

## Leben
Pozzi wurde 1984 Tennisprofi und spielte zunächst auf Challenger- und Satellite-Turnieren, drei Jahre später errang er in Dublin seinen ersten von insgesamt elf Siegen bei einem Challenger-Turnier. Auf der ATP World Tour konnte er je ein Turnier im Doppelwettbewerb (ATP Newport) und im Einzel (ATP Brisbane) gewinnen, je ein weiteres Mal stand er in einem Finale. Seine höchste Notierung in der Tennisweltrangliste erreichte er 2001 mit Position 40 im Einzel sowie 1991 mit Position 107 im Doppel. Sein bestes Einzelresultat bei einem Grand-Slam-Turnier war das Erreichen der Achtelfinale von Wimbledon und bei den US Open. Im Doppel erreichte er 1990 das Achtelfinale der Australian Open.
Pozzi spielte zwischen 1998 und 1999 vier Einzelpartien für die italienische Davis-Cup-Mannschaft, er kam auf zwei Niederlagen bei zwei Siegen. Bei der Finalniederlage gegen Schweden 1998 unterlag er gegen Magnus Gustafsson. Bei den Olympischen Sommerspielen 2000 in Sydney trat er für Italien an, schied aber in der zweiten Runde gegen Karim Alami aus.

## Erfolge
| Legende                 |
| Grand Slam              |
| Tennis Masters Cup      |
| ATP Masters Series      |
| ATP Championship Series |
| ATP World Series (2)    |

| Titel nach Belag |
| Hartplatz (1)    |
| Sand (0)         |
| Rasen (1)        |
| Teppich (0)      |

### Einzel

#### Turniersiege
| Nr. | Datum              | Turnier  | Belag     | Finalgegner      | Ergebnis |
| --- | ------------------ | -------- | --------- | ---------------- | -------- |
| 1.  | 29. September 1991 | Brisbane | Hartplatz | Aaron Krickstein | 6:3, 7:6 |

#### Finalteilnahmen
| Nr. | Datum            | Turnier | Belag     | Finalgegner | Ergebnis           |
| --- | ---------------- | ------- | --------- | ----------- | ------------------ |
| 1.  | 25. Oktober 1992 | Wien    | Hartplatz | Petr Korda  | 3:6, 2:6, 7:5, 1:6 |

### Doppel

#### Turniersiege
| Nr. | Datum        | Turnier | Belag | Partner      | Finalgegner              | Ergebnis |
| --- | ------------ | ------- | ----- | ------------ | ------------------------ | -------- |
| 1.  | 9. Juli 1991 | Newport | Rasen | Brett Steven | Javier Frana Bruce Steel | 6:4, 6:4 |

#### Finalteilnahmen
| Nr. | Datum           | Turnier     | Belag     | Partner       | Finalgegner                        | Ergebnis |
| --- | --------------- | ----------- | --------- | ------------- | ---------------------------------- | -------- |
| 1.  | 30. August 1992 | Long Island | Hartplatz | Olli Rahnasto | Francisco Montana Greg Van Emburgh | 4:6, 2:6 |